# 1650 en philosophie
Chronologie de la philosophie
- 1646
- 1647
- 1648
- 1649
- 1650
- 1651
- 1652
- 1653
- 1654

L’année 1650 a été marquée, en philosophie, par les événements suivants :

## Publications
- Marin Cureau de La Chambre : Nouvelles observations et conjectures sur l'iris (1650)

- Comenius : 
  - Kšaft umírající matky, Jednoty bratrské, 1650 - déception du fait de la paix de Westphalie;
  - Rebita Laucus, 1650 ;
  - Independentia aeternarum confusionum origo, 1650 .

- János Apáczai Csere : Disputatio theologica de introductione ad philosophiam sacram. Ultrajecti (Utrecht).

- Thomas Hobbes : 
  - Human Nature, or the Fundamental Elements of Policy. Being a discovery of the faculties, acts and passions of the soul of man, from their original causes, according to such philosophical principles as are not commonly known or asserted (1650). 
    - De la Nature Humaine, ou Exposition des facultés, des actions & des passions de l'âme, & de leurs causes déduites d'après des principes philosophiques qui ne sont communément ni reçus ni connus. (1772) Londres, traduit par le Baron d'Holbach. (1971), Paris, Vrin.

  - De Corpore Politico or the Elements of Law Moral and Politick, with discourses upon several heads as : of the law of nature, of oaths and covenants ; of several kinds of government, with the changes and revolutions of them. (1650).

- Johannes Micraelius : 
  - Cosmologia;
  - Psychologia.

- Charles de Saint-Évremond : Les Académistes (1650) satire dialoguée, composée contre l’Académie française.

- Georg Stengel :  
  - Liber primus: Vis et virus exemplorum, Hoc est solatia et documenta; haec moribus illa temporibus nostris adhibita. Liber secundus: Exempla in septem capitalium vitorum detestationem, per Quadragesimam. Ingolstadt: Gregor Haenlin 1650.
  - Cibus esurientium hoc est, aequitas et justitia dei homeines punientis, quando in terris fames est. Ingolstadt, Georg Haenlin, 1650. C'est un traité inconnu de nombreuses bibliographies gastronomiques. Placé sous la devise « non in solo pane vivit homo », son livre parle de la faim dans le plus pur style baroque de l'époque. C'est un traité émaillé de citations d'auteurs anciens sur toutes les nourritures terrestres : l'appétit, ce perpétuel supplice de Tantale ; la bonne faim ; la mauvaise (gourmandise), l'abstinence, la faim qui elle seule pousse les hommes à travailler, les nourritures qui servent plus à la volupté qu'à l'alimentation, l'ivrognerie (nombreux exemples pris dans la Bible), la faim dans le monde qui est cause de tant d'atrocités. Plusieurs chapitres sont consacrés au vin qui peut être un excellent médicament mais aussi le responsable de graves désordres. Il propose aussi des règles chrétiennes à respecter pendant les temps de famine : secourir les étrangers par exemple.

## Décès
- 11 février à Stockholm : René Descartes, né le 31 mars 1596 à La Haye-en-Touraine (aujourd'hui Descartes), est un mathématicien, physicien et philosophe français.

- 30 juin à Gènes : Niccolo Cabeo, également connu sous le nom Nicolaus Cabeus, né le 26 février 1586 à Ferrare, est un jésuite philosophe, théologien, ingénieur, physicien et mathématicien italien.